# Razan Hayashi
Razan Hayashi (jap. 林 羅山 Hayashi Razan; ur. 1583 w Kioto, zm. 1657 w Edo), właśc. Nobukatsu Hayashi (jap. 林 信勝 Hayashi Nobukatsu)  – japoński filozof neokonfucjański.

## Życiorys
Był uczniem Seiki Fujiwary. Podobnie jak on porzucił praktykowanie buddyzmu zen. Razan nosił wówczas buddyjskie imię Dōshun (道春). Zarzucał tej religii destrukcyjny wpływ na relacje między ludźmi. Twierdził również, że klasztory buddyjskie przyczyniają się do marnotrawienia środków finansowych. 
Hayashi popierał naukę chińskiego neokonfucjanisty Zhu Xi. Odegrał główną rolę w ugruntowaniu pozycji shushi-gaku (nauka, doktryny Zhu Xi) jako oficjalnej ideologii okresu Edo.
Przedstawił również pierwszą koncepcję harmonizacji shintō i neokonfucjanizmu. Twierdził, że zachodzi związek pomiędzy shintō – pełniącym funkcję w kształtowaniu ładu społecznego – a Drogą Cesarską, czyli kultem cesarza. Głosił bowiem obecność absolutu (kami) w sercu człowieka. Jednak to neokonfucjanizm był, według niego, fundamentem władzy i organizacji społeczeństwa.
Został pierwszym urzędowym jusha (uczonym konfucjańskim) i od 1606 roku prowadził szkołę w Edo, gdzie propagował wśród samurajów nową filozofię. Otrzymał także funkcję oficjalnego doradcy sioguna. Służył czterem pierwszym przywódcom rodu Tokugawa. Poprzez eksponowanie powinności poddanego wobec pana i syna wobec ojca akcentował istotność lojalności wobec państwa, tym samym wspierał podbudową ideologiczną rządy rodu Tokugawa. Podejmował starania mające na celu złączenie idei konfucjańskich z kulturą i tradycją swojej ojczyzny.